# Nersia fugax
Nersia fugax är en insektsart som först beskrevs av Melichar 1912.  Nersia fugax ingår i släktet Nersia och familjen Dictyopharidae. Inga underarter finns listade i Catalogue of Life.